# Thoirette-Coisia
Thoirette-Coisia est, depuis le 1er janvier 2017, une commune nouvelle française située dans le département du Jura, dans la région culturelle et historique de Franche-Comté et la région administrative Bourgogne-Franche-Comté.

## Géographie

### Climat
Pour des articles plus généraux, voir Climat de la Bourgogne-Franche-Comté et Climat du département du Jura.
En 2010, le climat de la commune est de type climat des marges montargnardes, selon une étude du Centre national de la recherche scientifique s'appuyant sur une série de données couvrant la période 1971-2000. En 2020, Météo-France publie une typologie des climats de la France métropolitaine dans laquelle la commune est dans une zone de transition entre le climat semi-continental et le climat de montagne et est dans la région climatique Jura, caractérisée par une forte pluviométrie en toutes saisons (1 000 à 1 500 mm/an), des hivers rigoureux et un ensoleillement médiocre.
Pour la période 1971-2000, la température annuelle moyenne est de 11,5 °C, avec une amplitude thermique annuelle de 17,9 °C. Le cumul annuel moyen de précipitations est de 1 345 mm, avec 12,2 jours de précipitations en janvier et 8,4 jours en juillet. Pour la période 1991-2020, la température moyenne annuelle observée sur la station météorologique de Météo-France la plus proche, « Saint-Julien Sa », sur la commune de Val Suran à 15 km à vol d'oiseau, est de 10,6 °C et le cumul annuel moyen de précipitations est de 1 349,8 mm. 
La température maximale relevée sur cette station est de 38,6 °C, atteinte le 24 août 2023 ; la température minimale est de −20,6 °C, atteinte le 30 décembre 2005,,.
Les paramètres climatiques de la commune ont été estimés pour le milieu du siècle (2041-2070) selon différents scénarios d'émission de gaz à effet de serre à partir des nouvelles projections climatiques de référence DRIAS-2020. Ils sont consultables sur un site dédié publié par Météo-France en novembre 2022.

## Urbanisme

### Typologie
Au 1er janvier 2024, Thoirette-Coisia est catégorisée bourg rural, selon la nouvelle grille communale de densité à sept niveaux définie par l'Insee en 2022.
Elle est située hors unité urbaine. Par ailleurs la commune fait partie de l'aire d'attraction d'Oyonnax, dont elle est une commune de la couronne,. Cette aire, qui regroupe 40 communes, est catégorisée dans les aires de 50 000 à moins de 200 000 habitants,.

## Toponymie
Le nom de la commune nouvelle est la juxtaposition des deux noms des communes fondatrices : Thoirette et Coisia.

## Histoire
Le 1er janvier 2017, la commune nouvelle regroupe les deux communes de Coisia et Thoirette, qui deviennent alors des communes déléguées. Celles-ci sont supprimées à compter du 1er janvier 2020.

## Politique et administration

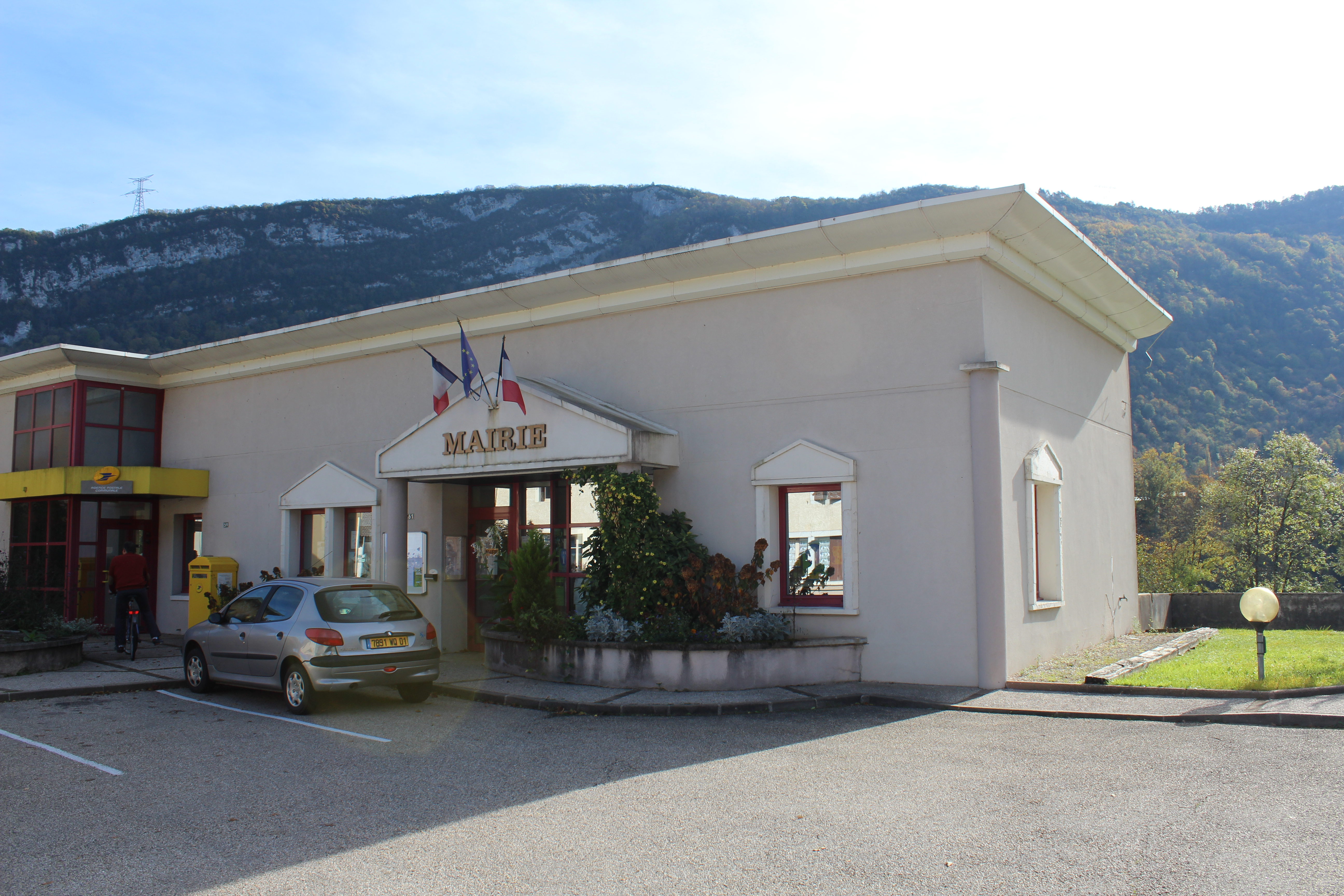
Mairie.

### Liste des maires
| Période      | Période  | Identité           | Étiquette | Qualité |
| ------------ | -------- | ------------------ | --------- | ------- |
| janvier 2017 | 2020     | Françoise Dubocage |           |         |
| 2020         | En cours | Hervé Brunet       |           |         |

### Anciennes communes
| Nom               | Code Insee | Intercommunalité   | Superficie (km2) | Population (dernière pop. légale) | Densité (hab./km2) |
| ----------------- | ---------- | ------------------ | ---------------- | --------------------------------- | ------------------ |
| Thoirette (siège) | 39530      | CC Petite Montagne | 8,77             | 684 (2014)                        | 78                 |
| Coisia            | 39158      | CC Petite Montagne | 6,73             | 189 (2014)                        | 28                 |

## Population et société

### Démographie
L'évolution du nombre d'habitants est connue à travers les recensements de la population effectués dans la commune depuis sa création.

En 2022, la commune comptait 816 habitants, en évolution de −6,21 % par rapport à 2016 (Jura : −0,81 %, France hors Mayotte : +2,11 %).
| 2015 | 2020 | 2022 |
| ---- | ---- | ---- |
| 868  | 848  | 816  |

## Culture locale et patrimoine

### Personnalités liées à la commune
Xavier Bichat (né à Thoirette le 14 novembre 1771-1802), médecin, auteur notamment du Traité des membranes (1799). Qualifié par Flaubert de "Napoléon de la médecine". Son œuvre marque une coupure dans l'histoire de la médecine occidentale. Il appliqua la méthode analytique en réduisant les organes à l'élémentaire universel. Il fut en anatomie le pendant de Lavoisier.